# Halina Nowacka-Durnaś

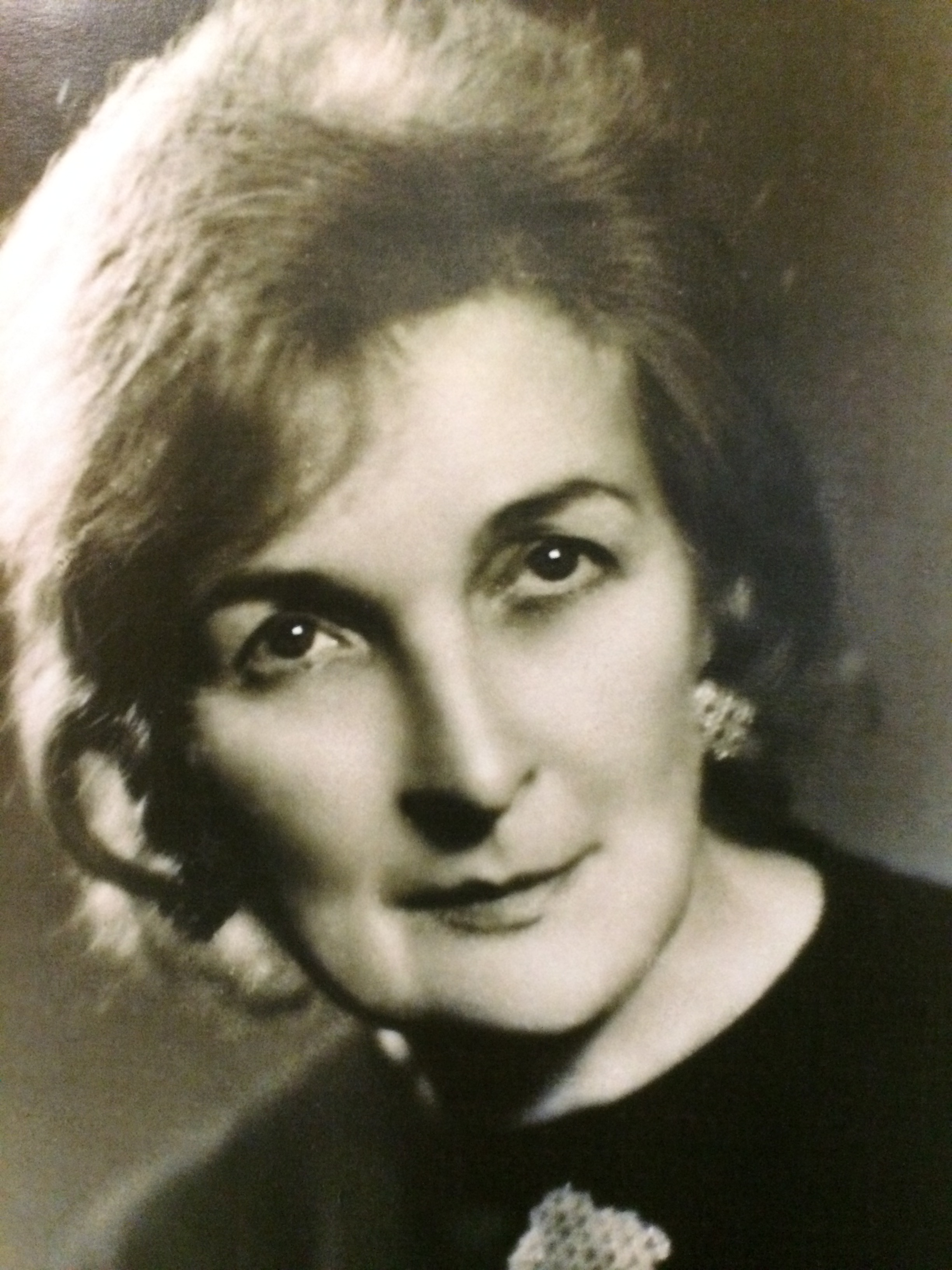
Halina Nowacka-Durnaś (um 1945)

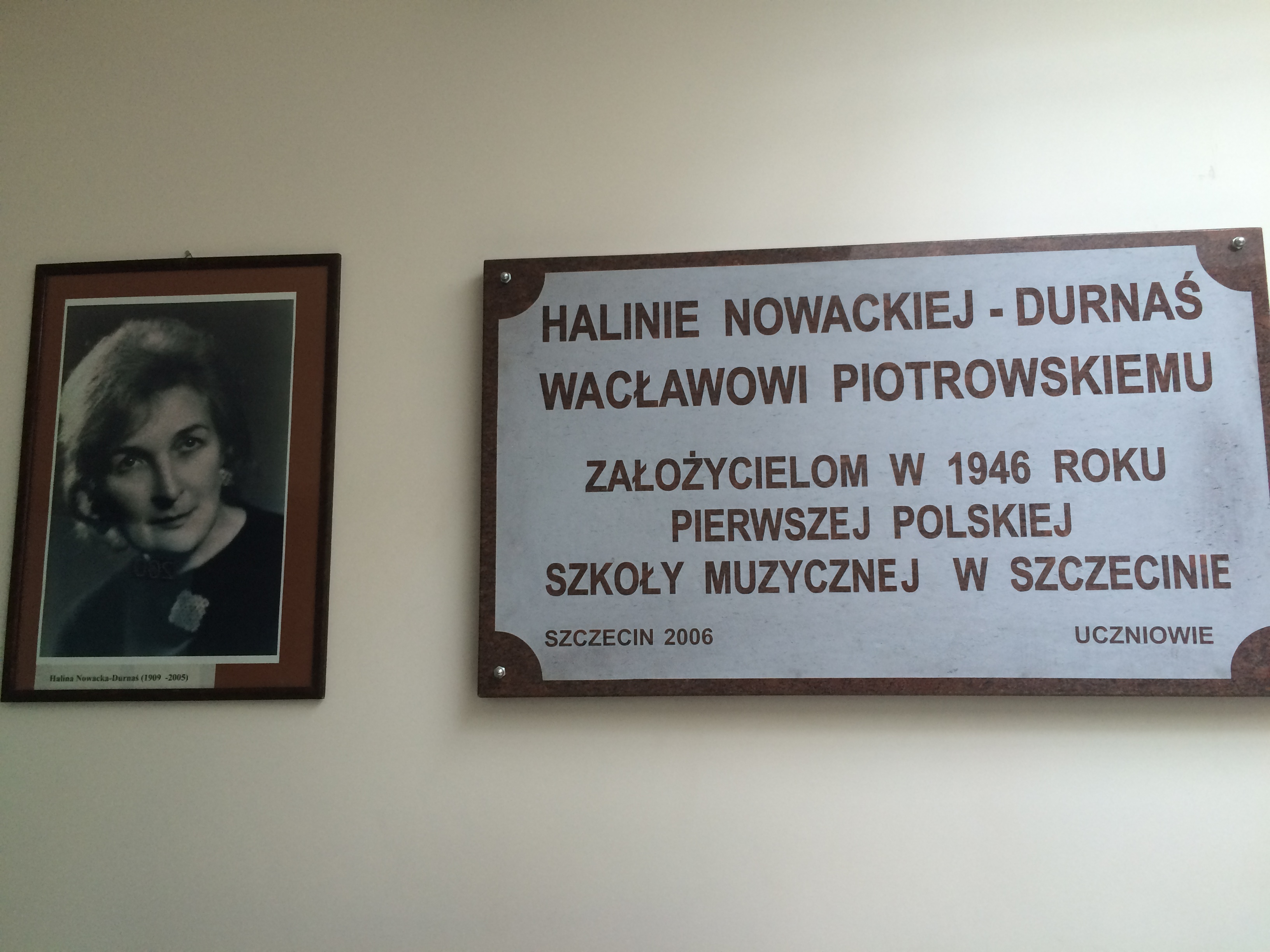
Gedenktafel zu Ehren von Halina Nowacka-Durnaś an der Staatlichen Musikschule „Feliks Nowowiejski“ in Stettin

Halina Nowacka-Durnaś (* 30. Oktober 1909 in Posen; † 28. September 2005 in Stettin/Szczecin) war eine polnische Pianistin und Pädagogin, Mitbegründerin des Musikschulwesens in Stettin/Szczecin der Nachkriegsjahre.

## Leben
Halina Nowacka-Durnaś (bekannt auch als Halina Durnasiowa) studierte bei Zygmunt Lisicki am Konservatorium der Stadt Bydgoszcz (Bromberg) sowie bei Gertruda Konatkowska in Posen, wo sie seit 1936 wohnte. Bis zum Ausbruch des Zweiten Weltkrieges machte sie mehrere Aufnahmen für die Regionalsender des Polnischen Rundfunks in Bromberg, Thorn und Posen. 1940 wurde sie mit ihrer Familie zwangsumgesiedelt nach Janowiec bei Lublin. 1942 heiratete sie ihren ersten Schüler, den Tierarzt und Major der Untergrundarmee Armia Krajowa (AK) Stanisław Marian Durnaś, der im Mai 1944 wegen seiner Teilnahme am Widerstand von deutschen Besatzern verhaftet und einen Monat später hingerichtet wurde.
Ihr Bruder war der Universitätsprofessor und Präsident der Polnischen Akademie der Wissenschaften (PAN) Witold Nowacki.

## Wirken
Im August 1945 kam Halina Nowacka-Durnaś zusammen mit ihrem kleinen Sohn in die inzwischen polnisch gewordene Stadt Stettin (Szczecin), um hier die erste Konzertagentur und das Musikschulwesen zu organisieren. Im Februar 1946 eröffnete sie die erste Stettiner Musikschule der Nachkriegszeit, die zum 1. Januar 1950 verstaatlicht wurde. Bis zu ihrer Pensionierung im Jahr 1986 unterrichtete sie Klavier an der Staatlichen Musikschule II. Grades „Feliks Nowowiejski“ in Stettin (Szczecin) sowie am dortigen Musikgymnasium. 1991 wurde ihr von Staatspräsident Lech Wałęsa der Titel „Verdienter Lehrer der Republik Polen“ verliehen.
Nowacka-Durnaś bildete eine ganze Generation der Stettiner Pianisten und Musikpädagogen aus. Einer ihrer zahlreichen Schüler war der Komponist und Hochschullehrer Marek Jasiński, ein anderer der Musikpädagoge, Kritiker und Komponist Roman Kraszewski.